# Bromarv

Wappen der ehemaligen Gemeinde Bromarv

Bromarv ist ein Ort und eine ehemalige Gemeinde in der finnischen Landschaft Uusimaa. Verwaltungsmäßig gehört Bromarv zur Stadt Raseborg.
Bromarv liegt auf einer schmalen Landenge zwischen zwei Meeresbuchten rund 17 Kilometer südwestlich des Stadtzentrums von Ekenäs. Die rund 600 Einwohner leben hauptsächlich vom Fremdenverkehr. In dem Ort steht eine 1981 erbaute Kirche, die einen abgebrannten Vorgängerbau aus dem Jahr 1753 ersetzte.
1667 wurde Bromarv zu einer Kapellengemeinde des Kirchspiels Tenala, 1881 wurde es zu einer eigenständigen Gemeinde. Neben dem gleichnamigen Kirchdorf umfasste die Gemeinde Bromarv eine Reihe von Dörfern in der Umgebung. Zuletzt hatte die Gemeinde Bromarv eine Fläche von 197 km² und rund 1.500 Einwohner (davon über 90 % Finnlandschweden). 1977 wurde die Gemeinde Bromarv aufgelöst. Ein kleinerer Teil des Gebiets wurde der Stadt Hanko, der größte Teil der Gemeinde Tenala zugeschlagen. Letztere wurde ihrerseits 1993 in die Stadt Ekenäs eingemeindet. 2009 wurde Ekenäs Teil der neu gebildeten Stadt Raseborg. 

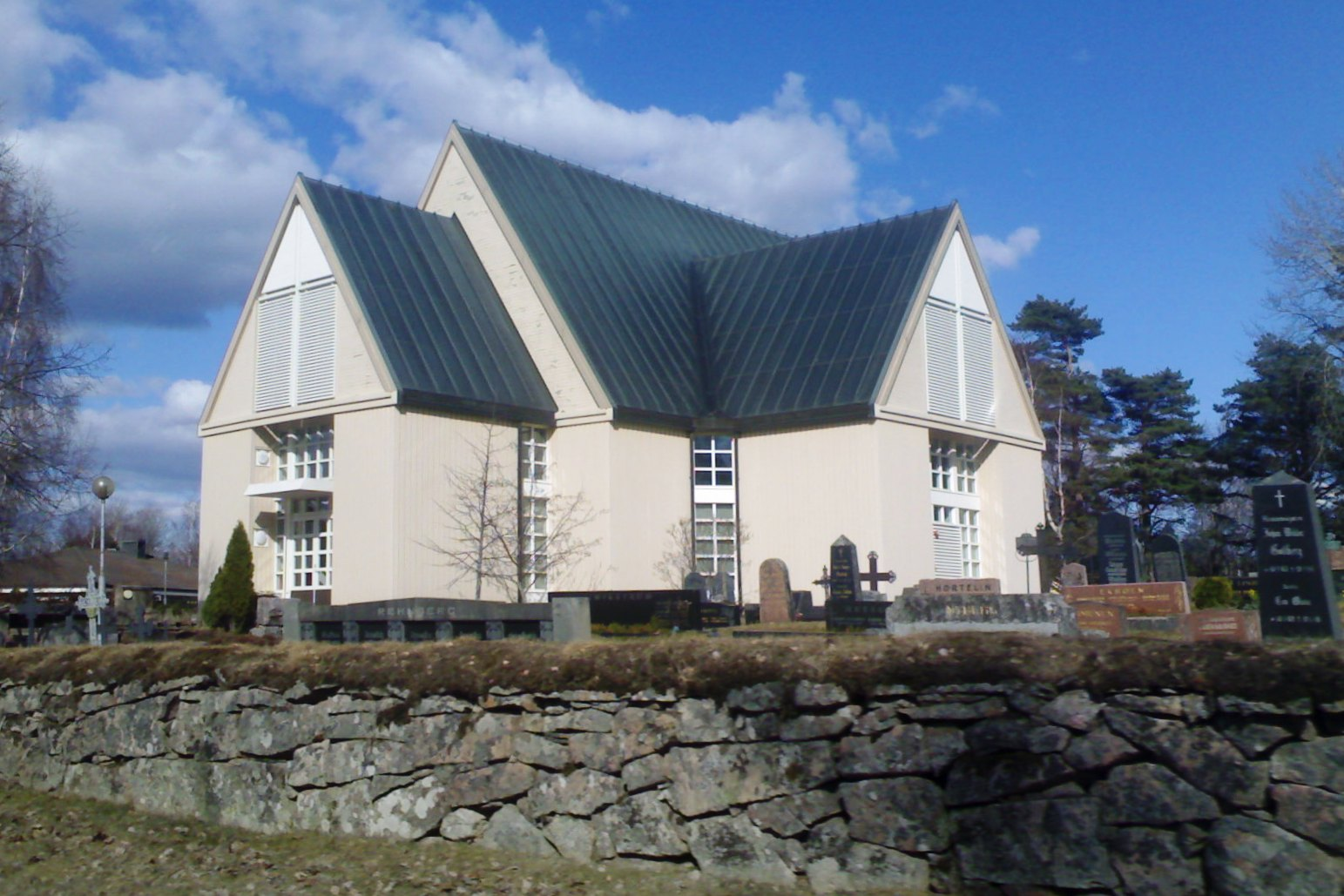
Die Kirche von Bromarv